# Brzesko Nowe (gromada)
Brzesko Nowe (od 30 III 1966 do 31 XII 1972 Nowe Brzesko) – dawna gromada, czyli najmniejsza jednostka podziału terytorialnego Polskiej Rzeczypospolitej Ludowej w latach 1954–1972.
Gromady, z gromadzkimi radami narodowymi (GRN) jako organami władzy najniższego stopnia na wsi, funkcjonowały od reformy reorganizującej administrację wiejską przeprowadzonej jesienią 1954 do momentu ich zniesienia z dniem 1 stycznia 1973, tym samym wypierając organizację gminną w latach 1954–1972.
Gromadę Brzesko Nowe z siedzibą GRN w Brzesku Nowym (wówczas wsi) utworzono – jako jedną z 8759 gromad na obszarze Polski – w powiecie miechowskim w woj. krakowskim, na mocy uchwały nr 24/IV/54 WRN w Krakowie z dnia 6 października 1954. W skład jednostki weszły obszary dotychczasowych gromad Brzesko Nowe i Hebdów ze zniesionej gminy Gruszów w tymże powiecie. Dla gromady ustalono 24 członków gromadzkiej rady narodowej.
13 listopada 1954 (z mocą od 1 października 1954) gromada weszła w skład nowo utworzonego powiatu proszowickiego.
31 grudnia 1961 do gromady Brzesko Nowe przyłączono wieś Rudno Dolne ze zniesionej gromady Dobranowice oraz wsie Przybysławice, Szpitary, Mniszów i Pławowice ze zniesionej gromady Mniszów.
11 grudnia 1965 nazwę Brzeska Nowego zmieniono na Nowe Brzesko, natomiast nazwę gromady na gromada Nowe Brzesko dopiero 30 marca 1966.
1 stycznia 1969 do gromady Nowe Brzesko przyłączono obszar zniesionej gromady Śmiłowice.
Gromada przetrwała do końca 1972 roku, czyli do kolejnej reformy gminnej. 1 stycznia 1973 utworzono gminę Nowe Brzesko.